# 中國船舶大廈

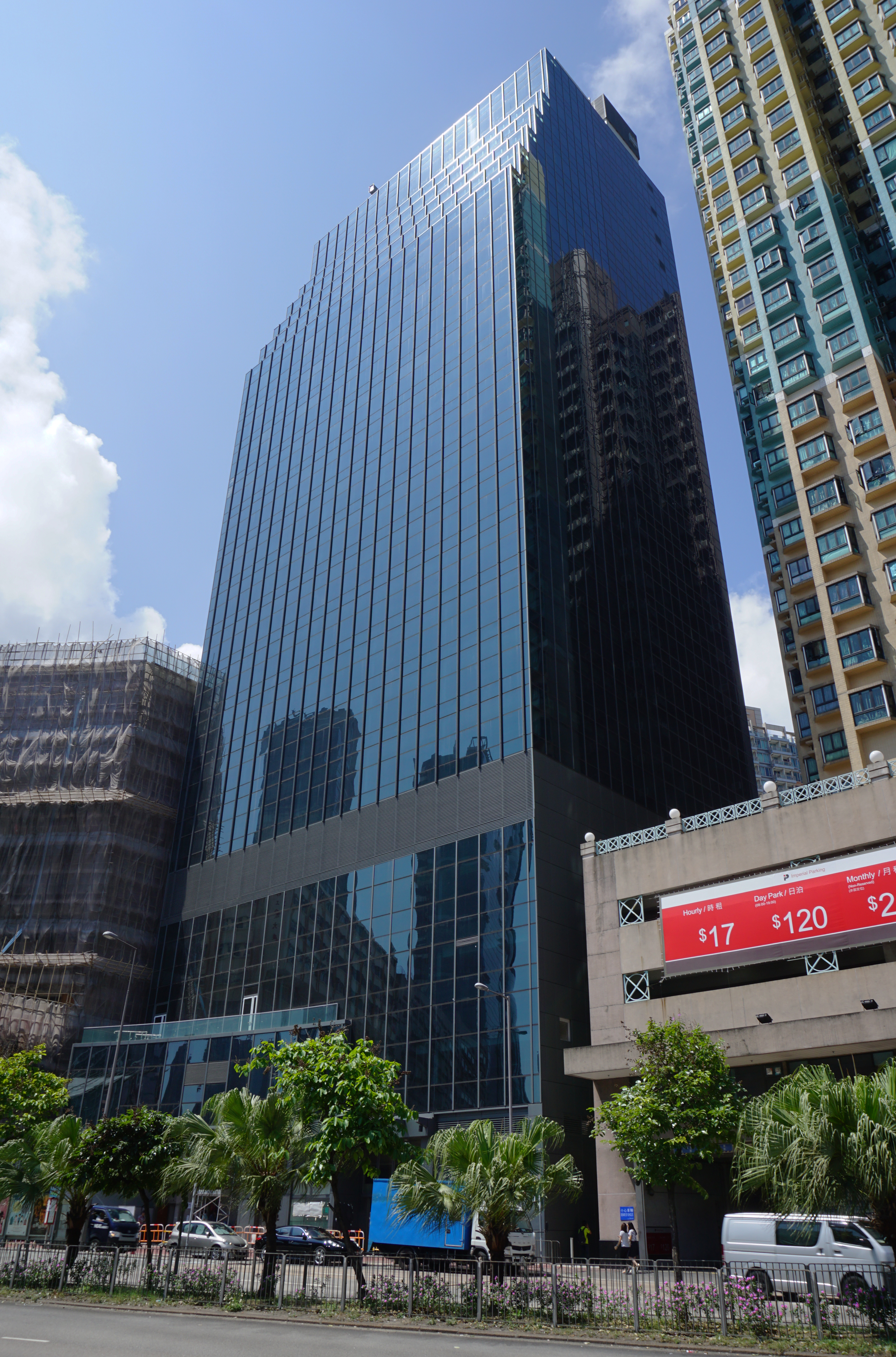
中國船舶大廈南面

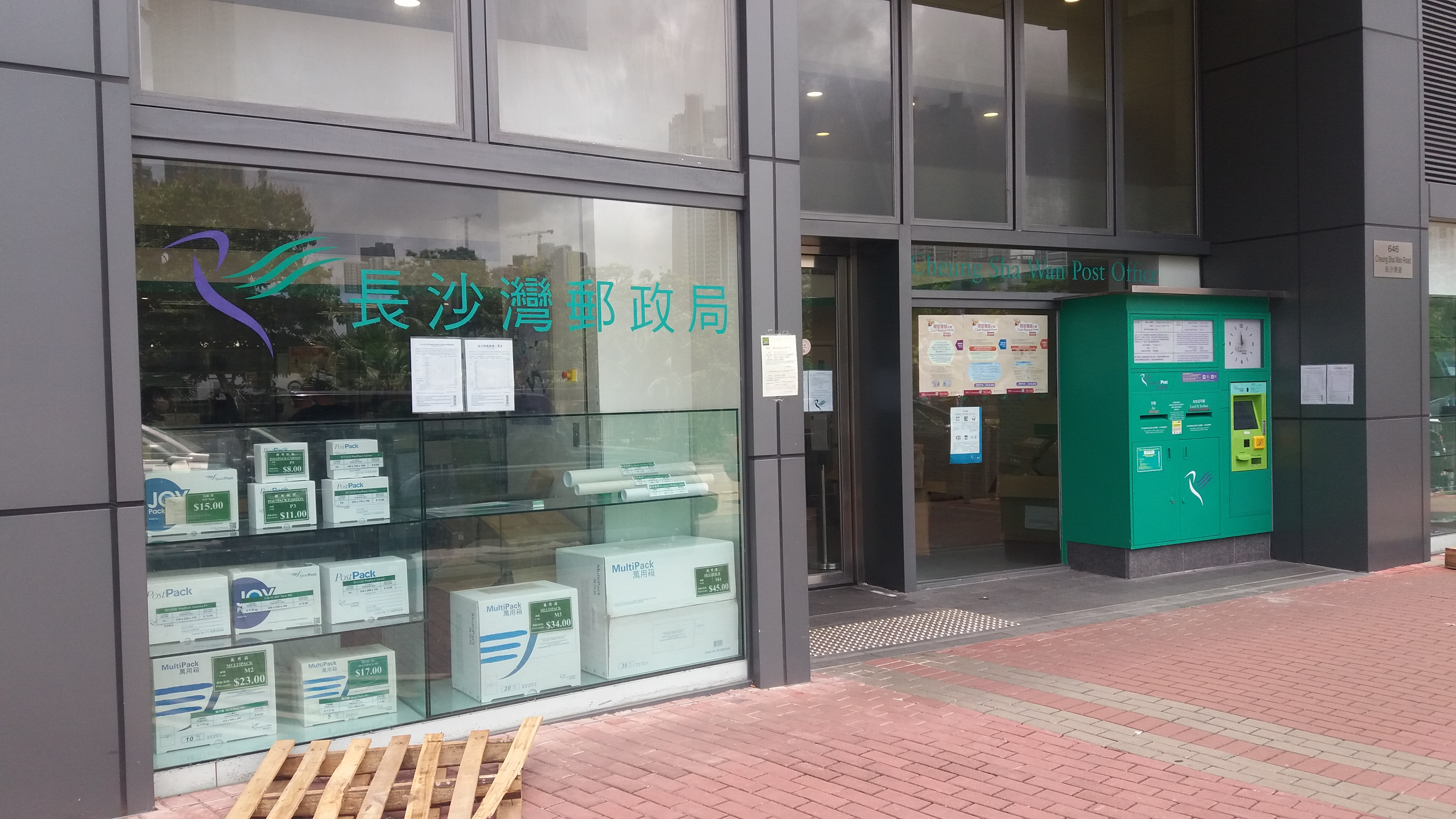
長沙灣郵政局

中國船舶大廈（英語：China Shipbuilding Tower）是一幢位於長沙灣長沙灣道650號的寫字樓。
2014年4月，第一集團控股有限公司以10.02億港元投得長沙灣道650號商業地。該地皮原址為長沙灣郵政局及員工宿舍大樓，賣地條款列明，項目落成後需預留部分樓面重置該郵局。
2017年，第一集團控股有限公司拆售長沙灣道650號。中國船舶重工集團以2.59億港元購入頂層複式戶及命名權，並把長沙灣道650號命名為中國船舶大廈。

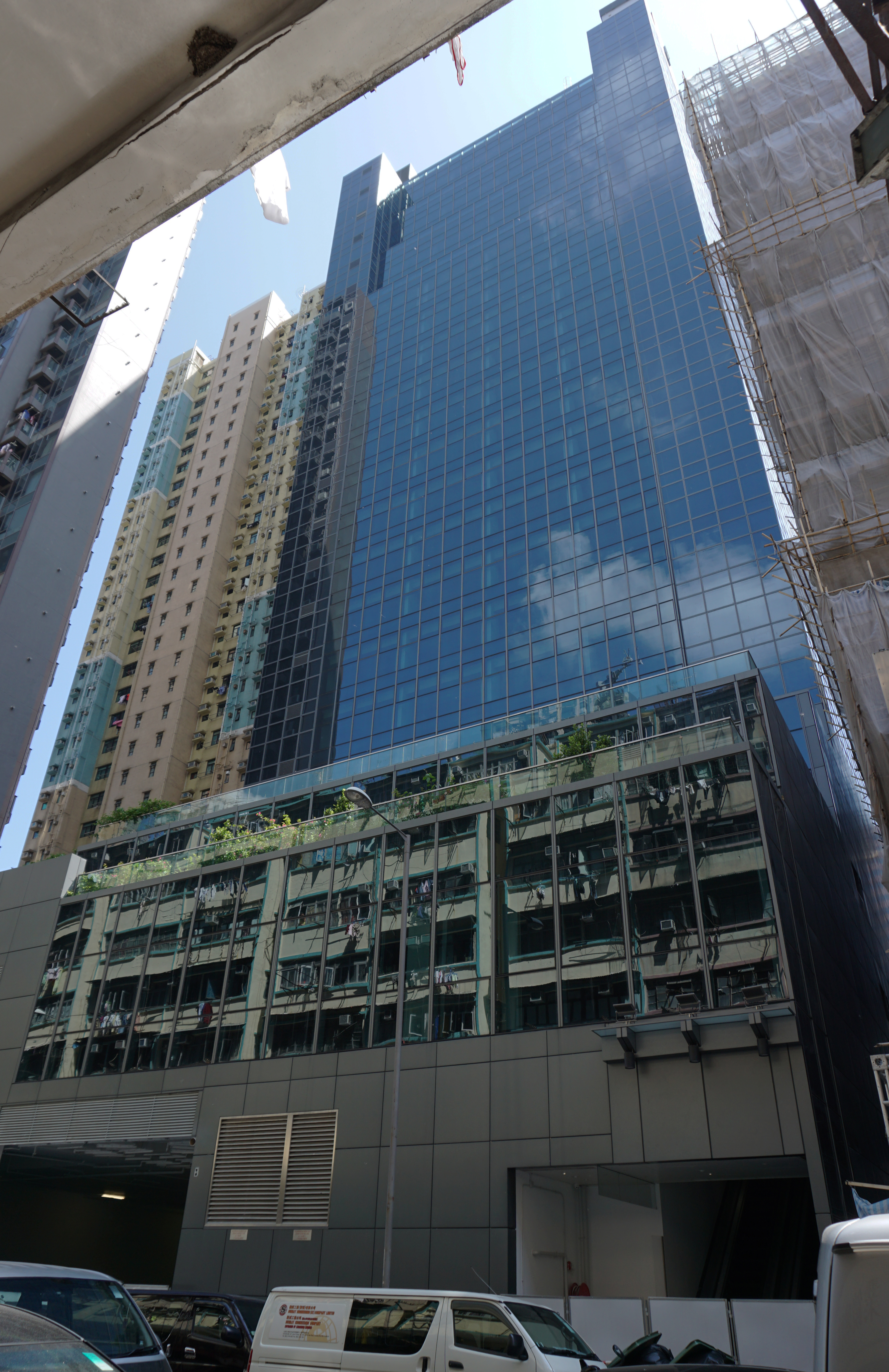
中國船舶大廈北面
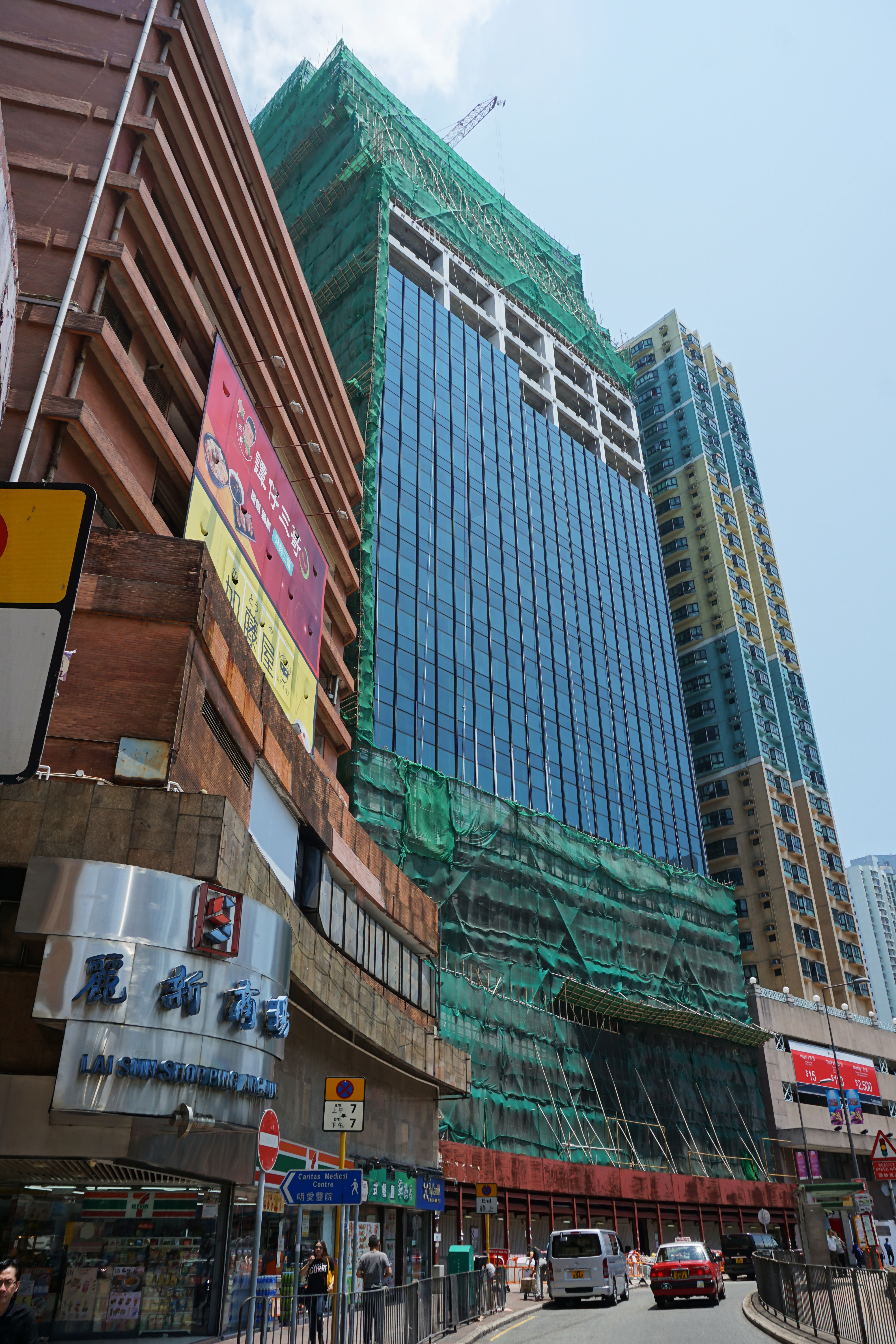
建造中（2017年4月）